# Виллареджа
Виллареджа (итал. Villareggia, пьем. La Vila Regia) — коммуна в Италии, располагается в регионе Пьемонт, в провинции Турин.
Население составляет 998 человек (2008 г.), плотность населения составляет 91 чел./км². Занимает площадь 11 км². Почтовый индекс — 10030. Телефонный код — 0161.
Покровителем коммуны почитается святитель Мартин Турский, празднование 11 ноября.

## Демография
Динамика населения:

## Администрация коммуны
- Официальный сайт: http://www.comune.villareggia.to.it/